# Bathyhippolyte
Bathyhippolyte is een geslacht van kreeftachtigen uit de klasse van de Malacostraca (hogere kreeftachtigen).

## Soort
- Bathyhippolyte yaldwyni Hayashi & Miyake, 1970